# Verband zur Arterhaltung von Zier-/Wildgeflügel
Der Verband zur Arterhaltung von Zier-/Wildgeflügel e. V. (kurz: VZI) ist einer der vier bundesweit organisierten Fachverbände des Bundes Deutscher Rassegeflügelzüchter (BDRG) und die Vereinigung von 128 Vereinen.

## Geschichte
Der Verband zur Arterhaltung von Zier-/Wildgeflügel (VZI) wurde 1978 als Verband der Ziergeflügelzüchter gegründet. Zum ersten Vorsitzenden wurde der Vorsitzende des Landesverbandes Saarländischer Rassegeflügelzüchter 1879 e. V. Herbert Blatt aus dem saarländischen Winterbach (St. Wendel) gewählt.
Im Jahre 2010 hatte der Verband mehr als 2000 Mitglieder in 133 angeschlossenen Vereinen.

## Arbeit und Aufgaben des Verbandes

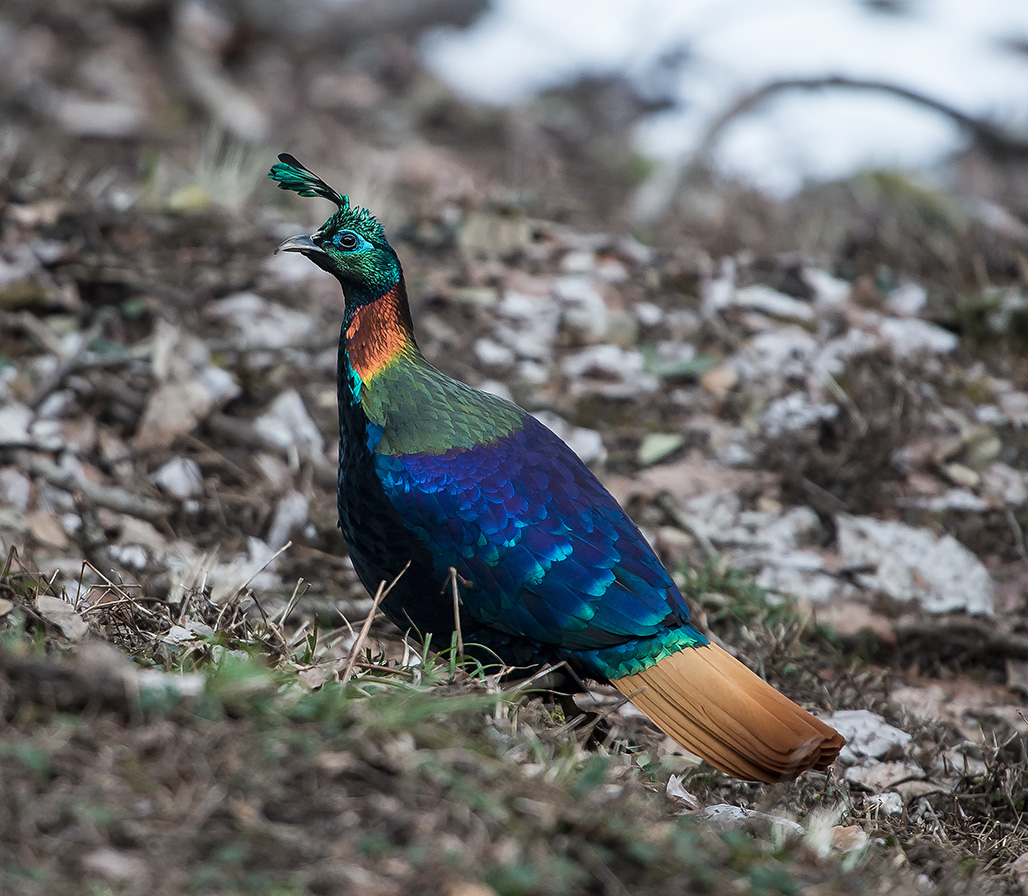
Der Himalaya-Glanzfasan (Lophophorus impejanus) ziert unter anderem das Logo des VZI

Der Verband zur Arterhaltung von Zier-/Wildgeflügel (VZI) setzt sich als einer der vier Fachverbände des BDRG für die Förderung von Ziergeflügel, Ziergeflügelzüchtervereinen sowie auch Einzelzüchtern ein. Dabei betrachtet es der VZI als eine zentrale Aufgabe, neue Erkenntnisse auf dem Gebiet der Ziergeflügelzucht sowie dem damit verbundenen Natur- und Artenschutz zu verbreiten. 
Schulungen durch Fachvorträge über Hühnerartige, Wassergeflügel und Ziertauben gehören ebenso zum Aufgabenspektrum, wie Schulungen durch Artenschutzreferenten über die Gesetzgebung im Natur- und Artenschutz. Regelmäßig von den Mitgliedsvereinen des VZI durchgeführte Ziergeflügelausstellungen tragen darüber hinaus maßgeblich zur allgemeinen Wissensvermittlung sowie Aufklärung über naturnahe und artgerechte Haltung von Zier- und Wildgeflügel bei.
Der Verband wird aktuell (Stand: 2022) von 128 Mitgliedsvereinen mit mehr als 1850 Mitgliedern getragen.